# 빛으로
〈빛으로〉(일본어: ヒカリヘ 히카리에[*])는 miwa의 9번째 싱글. 2012년 8월 15일에 Sony Music Records에서 발매되었다. 원제의 ヘ는 가타카나이다.

## 개요
전작 〈짝사랑〉으로부터 약 6개월 만에 발매된 2012년 제2탄 싱글. 첫회 생산 한정반은 컬러 트레이 사양에서 2012년 6월 24일에 개최된 자신의 첫 시부야 공회당 공연의 라이브 다큐멘터리 영상을 수록 한 DVD가 포함되어 있다.
miwa는 이 곡으로 2013년(헤이세 25년) 12월 31일 방송된 『제64회 NHK 홍백 가합전』에 첫 출전했다.
2014년 1월 기준으로, 표제곡 〈빛으로〉의 음악 다운로드 매상이 누계 130만 다운로드를 돌파하고 있다.

## 수록곡
CD
1. ヒカリヘ / 빛으로 [4:53]
  - 작사·작곡: miwa / 편곡: Naoki-T

후지 TV 계열 드라마 《리치 맨, 푸어 우먼》 주제가
2. Napa [5:10]
  - 작사·작곡: miwa / 편곡: 네기시 타카무네

후지 TV 계열 드라마 《리치 맨, 푸어 우먼》 삽입곡
3. HiKARiE (Remix) ~English version~ [5:08]
  - 작사·작곡: miwa / 가사 번역: Nash&Gene / 리믹스: Naoki-T

후지 TV 계열 드라마 《리치 맨, 푸어 우먼》 삽입곡
4. ヒカリヘ ~instrumental~ [4:55]
5. 僕が僕であるために / 내가 나로 있기 위해서 [5:00]
  - 작사·작곡: 오자키 유타카 / 편곡: 마츠우라 아키히사

DVD
1. "guitarium"tour final 다이제스트